# مغارات إلورا
إلورا (بالمراثية: वेरूळ) هو موقع أثري يبعد 29 كلم شمال غرب مدينة أورانغباد في ولاية ماهاراشترا الهندية

## معرض صور

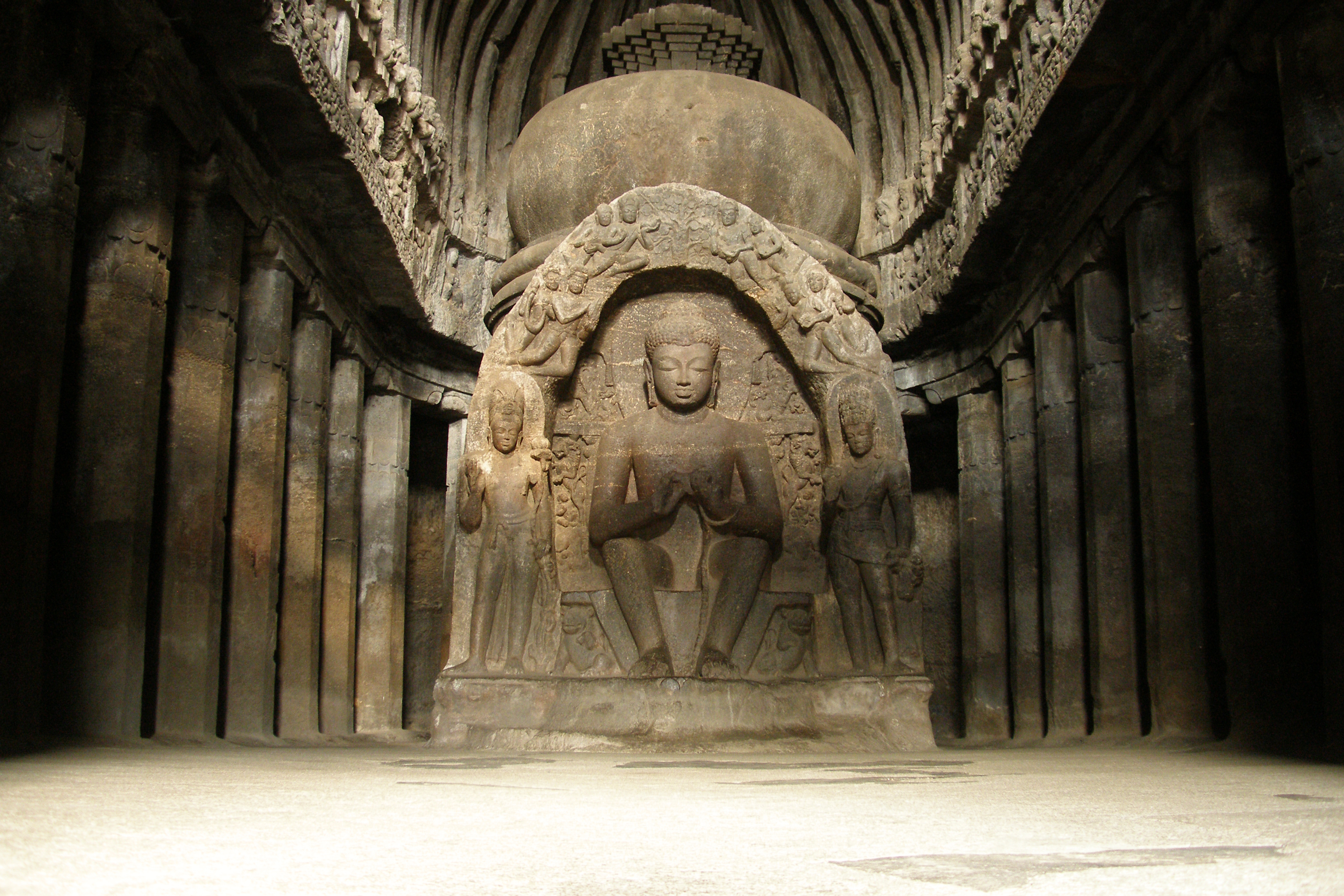
كهف فيشفاكرما البوذي
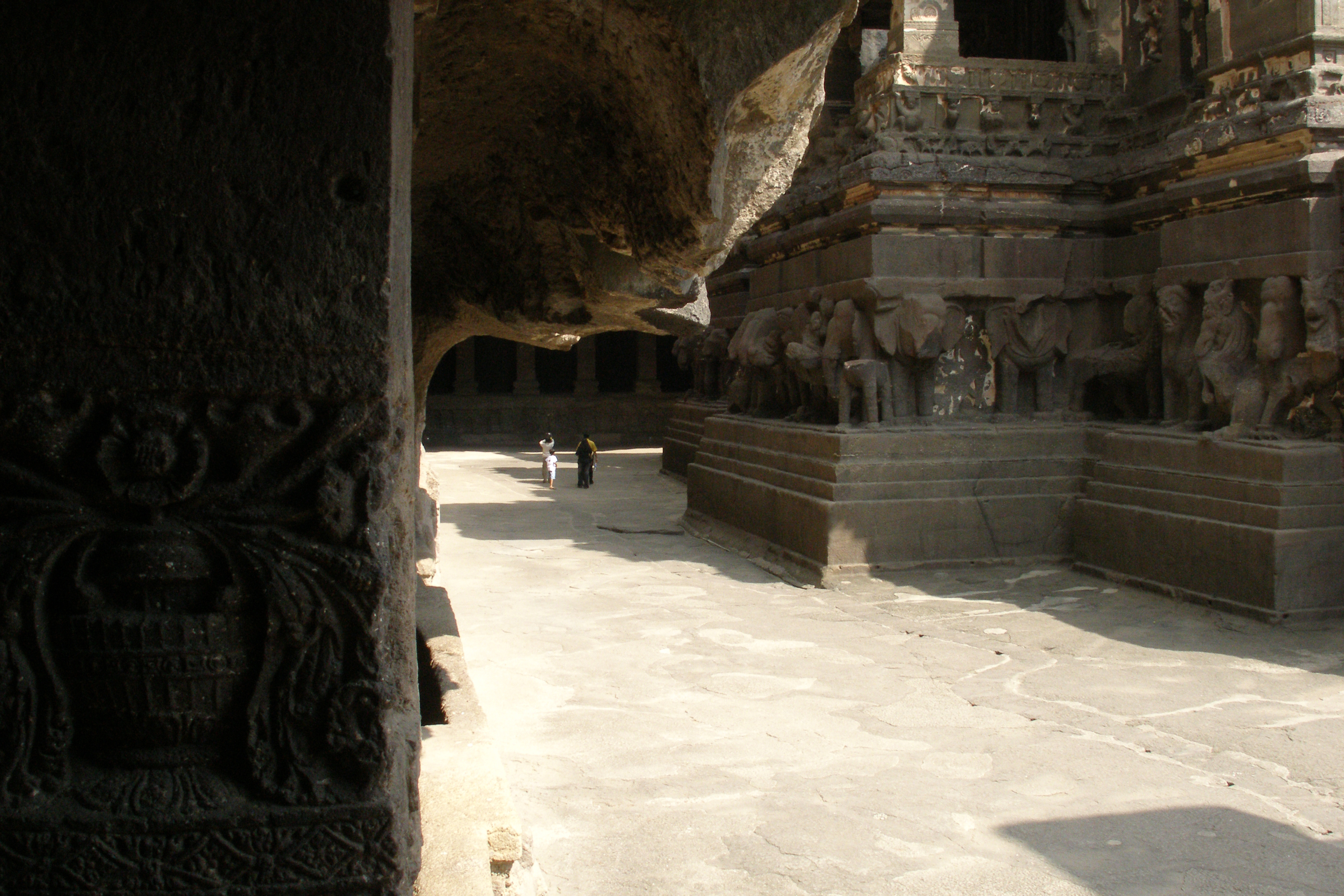
معبد كايلاسا السحري